# لغة نورن

لغات إسكتلندا حوالي بداية القرن الخامس عشر، حسب أدلة من أسماء الأماكن
نۆرن
الإسكتلندية الغالية
الإنجليزية/الإسكتلندية

نۆرْنْ هي لغة مُنقرضة من اللغات الجرمانية الشمالية كان يُتحدث بها في الجزر الشمالية (أوركني وشتلاند) قبالة الساحل الشمالي من إسكتلندا وفي كيثنس في أقصى شمال إسكتلندا. بعد أن تُعهِّدت أوركني وشتلاند إلى إسكتلندا من قِيل النرويج في 1468/1469 ، اُستُبدلت اللغة تدريجيًّا باللغة الإسكتلنديَّة.

## مزيد من القراءة
1. ↑  "معلومات عن لغة نورن على موقع www-01.sil.org". www-01.sil.org. مؤرشف من الأصل في 2016-03-03.
2. ↑  "معلومات عن لغة نورن على موقع glottolog.org". glottolog.org. مؤرشف من الأصل في 2019-07-14.
3. ↑  "معلومات عن لغة نورن على موقع multitree.org". multitree.org. مؤرشف من الأصل في 2019-12-14.

## وصلات خارجية
- لغة نورن جزر أوركني وجزر شتلاند مجموعة من جميع النصوص المعروفة بالنورن ووصف فونولوجيتها وقواعد نحوها